# 1-е Писклове
1-е Писклове (рос. 1-е Писклово) — присілок в Курському районі Курської області Російської Федерації.
Населення становить 118 осіб. Входить до складу муніципального утворення Бесідинська сільрада.

## Історія
Населений пункт розташований на території українського етнічного та культурного краю Східна Слобожанщина.
Від 2004 року входить до складу муніципального утворення Бесідинська сільрада.

## Населення
| 2002 | 2010 |
| ---- | ---- |
| 165  | ↘118 |